# Marcoux (Loire)
Marcoux ist eine französische Gemeinde mit 783 Einwohnern (Stand: 1. Januar 2022) im Département Loire in der Region Auvergne-Rhône-Alpes. Sie gehört zum Arrondissement Montbrison und zum Kanton Boën-sur-Lignon. Sie grenzt im Norden an Trelins, im Nordosten an Montverdun, im Südosten an Marcilly-le-Châtel, im Südwesten an Saint-Bonnet-le-Courreau und im Westen an Saint-Georges-en-Couzan.
Die Bewohner werden Marcousats und Marcousates genannt.

## Bevölkerungsentwicklung
| Jahr                       | 1962 | 1968 | 1975 | 1982 | 1990 | 1999 | 2008 | 2017 |
| -------------------------- | ---- | ---- | ---- | ---- | ---- | ---- | ---- | ---- |
| Einwohner                  | 500  | 451  | 464  | 482  | 522  | 564  | 685  | 735  |
| Quellen: Cassini und INSEE |      |      |      |      |      |      |      |      |

## Sehenswürdigkeiten
- Schloss Goutelas, errichtet in der Mitte des 16. Jahrhunderts, seit 1964 in Teilen als Monument historique eingeschrieben
- Pfarrkirche Saint-Christophe, im ausgehenden 19. Jahrhundert neu gebaut

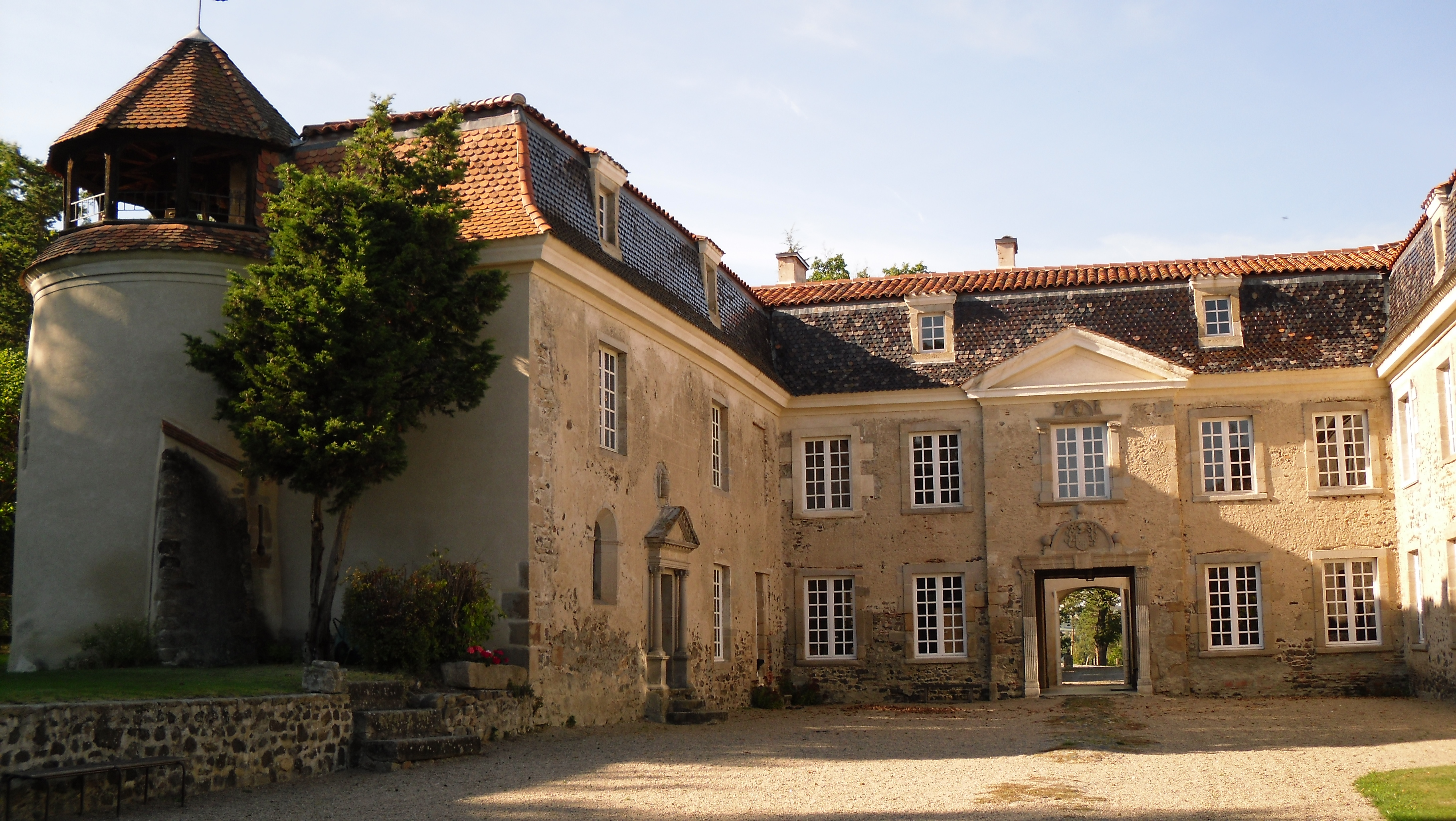
Schloss Goutelas